# Кукушили
Кукушили (на китайски: 可可西里山, Kěkěxīlǐ Shān; на тибетски: ཁུ་ཁུ་ཞིལ།) е мощен планински хребет в Западен Китай, в провинция Цинхай и Тибетски автономен регион. От 2017 г. – паметник на Световното наследство. Простира се от запад на изток на около 800 km в южната част на планинската система Кунлун и представлява североизточна ограда на Тибетската планинска земя. На север успоредно на него се простират мощните кунлунски хребети Аркатаг (Пржевалски) и Бокалъктаг (Марко Поло), а на юг – хребетите Бука Мангна и Дунгбура Ула (съставни части на Тибетската планинска земя). Максималната му височина е 6615 m. Представлява дълга и тясна ивица от безпорядъчно разположени масиви, ридове и по-малки хребети. В западните и централните му части има малки снежници (фирнови полета) и ледници. Източните му части принадлежат към водосборния басейн на най-горното течение на река Яндзъ – левите притоци Улан Мурен, Чумар и др., а западните – към безотточни падини и котловини. Склоновете му са заети от планински пустинни ландшафти. Източната част на хребета Кукшили е открит, първично изследван и картиран от известния руски пътешественик Николай Пржевалски през 1872 г.